# Palette (peinture)
Pour les articles homonymes, voir Palette.
 (mai 2014).
Si vous disposez d'ouvrages ou d'articles de référence ou si vous connaissez des sites web de qualité traitant du thème abordé ici, merci de compléter l'article en donnant les références utiles à sa vérifiabilité et en les liant à la section « Notes et références ».

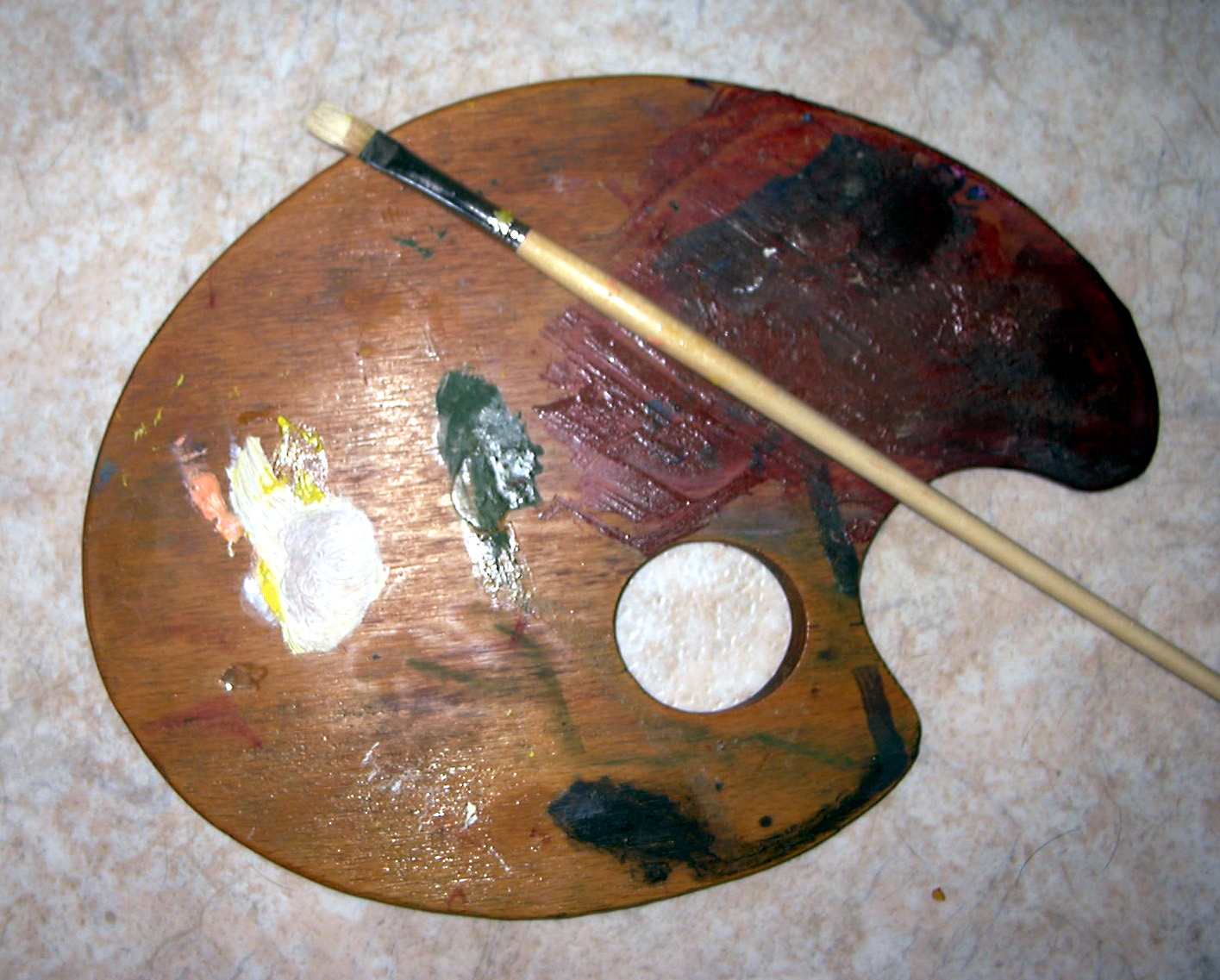
Palette traditionnelle

La palette est un outil de peinture et de décoration, servant à disposer les pâtes colorées avant leur utilisation. Par synecdoque palette s'applique à toute sorte de godets et aux couleurs qu'utilise l'artiste-peintre.
Il en existe de différentes sortes, tailles, formes et matières.

## Histoire
Longtemps certains os d'animaux ont été utilisés comme palette par le peintre (omoplate d'ours ou de rhinocéros) pour leur concavité et la présence d'un trou pour y glisser le pouce.

## La palette traditionnelle
La palette classique est de forme ovoïde et en bois. Elle est pensée pour les artistes utilisant des couleurs en tubes : huile, acrylique, éventuellement gouache. Elle est percée d'un trou pour le pouce, ce qui permet au peintre de la tenir d'une main tout en laissant l'autre main libre pour mélanger les couleurs et peindre.
Les palettes sont généralement fabriquées à partir d'un bois dur, recouvert d'une couche d'huile pour limiter l'absorption des couleurs, notamment à l'huile. Tenue à la main, son utilisation peut toutefois s'avérer pénible, d'où la préférence pour une palette de bois léger.
La solution de la table est aussi une bonne alternative.
Les palettes en bois ne sont pas toujours faciles à nettoyer, surtout si la peinture a durci.
Dans le cas des couleurs à l'huile, longues à sécher, il est d'usage de ne pas nettoyer sa palette afin de reprendre les mêmes couleurs le lendemain et de limiter les gaspillages.

## Palettes modernes
Aujourd'hui, on peut trouver différents types de palette dans le commerce :
- en bois, de forme rectangle
- en matière plastique blanche
- en verre transparent
- en porcelaine blanche
- jetables, sous forme de blocs de papier

### Palettes en bois
Les palettes en bois offrent une base sombre qui ne convient qu'aux couleurs denses et opaques (huile, acrylique, gouache).
Cette teinte peut toutefois altérer la perception des couleurs, d'où la préférence pour des palettes blanches ou transparentes qui facilitent la distinction des nuances.

### Palette en plastique
Elle a l'avantage d'être facile à nettoyer et à gratter. Sa surface blanche permet une bonne perception des nuances.
Toutefois, elle présente l'inconvénient d'être poreuse : il est donc impossible de retrouver la blancheur originelle, les teintes se laissant progressivement absorber par le plastique.

### Palette en verre
Disposée sur une table, elle permet de placer une feuille blanche ou d'une couleur correspondant à l'imprimature de la toile, afin d'avoir une perception fidèle des nuances.
Elle est facile à nettoyer mais fragile d'utilisation.

### Palette en papier
Les fabricants de papier proposent ces blocs dont on arrache la page après utilisation. Certains blocs sont aussi percés d'un trou pour le pouce, à l'instar des palettes en bois.
Un encollage spécial permet aux couleurs de ne pas traverser le papier. Ce type de palette est toutefois peu conseillé avec les couleurs à l'huile dont une partie du liant est souvent absorbée dans le papier.
Les blocs sont toutefois pratiques à utiliser en extérieur.

### Palette en porcelaine
Elle est surtout utilisée par les aquarellistes qui travaillent l'aquarelle en tube.
Elle est très facile à nettoyer et de couleur blanche, munies ou non d'alvéoles pour séparer les couleurs.

## Utilisation
En général, le peintre dépose plusieurs couleurs sur la palette qu'il mélange ensuite avec le couteau à palette ou une brosse. Le couteau à palette, dont la lame est dans le prolongement du manche, ne doit pas être confondu avec le couteau à peindre, dont le métal est courbé pour faciliter l'application de la couleur sur la toile sans que la main touche la toile.
Une palette est souvent utilisée pendant plusieurs années, de telle sorte qu'elle finit par être recouverte des restes de peinture. C'est pourquoi les peintres sont souvent très attachés à leurs vieilles palettes.

## Palette électronique
Depuis l'avènement des ordinateurs, et leur utilisation par les artistes, designers, et techniciens de l'imprimerie et de l'édition, on parle aussi, par extension, de palette graphique, quand l'illustration est faite au moyen d'un logiciel de dessin ou d'illustration qui transpose sur l'écran une palette « virtuelle » sur laquelle l'utilisateur peut choisir ses couleurs.